# Лудянь
Лудя́нь (кит. упр. 鲁甸, пиньинь Lǔdiàn) — уезд городского округа Чжаотун провинции Юньнань (КНР). Уезд назван по горе Лудяньшань.

## История
Ещё в III веке до н. э., когда царство Цинь завоевало царство Чу, в эти места была построена дорога, соединившая их с Центрально-Китайскими равнинами. Так как дорога имела ширину в 5 чи, то она получила название «дорога в 5 чи» (五尺道). Во времена империи Хань в 135 году до н. э. в этих местах был создан уезд Чжути (朱提县), который просуществовал до VI века.
Во времена империи Цин эти места были подчинены Умэнской управе (乌蒙府). В 1731 году Умэнская управа была переименована в Чжаотунскую управу (昭通府), а в этих местах был образован Лудяньский комиссариат (鲁甸厅). После Синьхайской революции в Китае была проведена реформа структуры административного деления, в результате которой были упразднены управы, а комиссариаты преобразованы в обычные уезды, и потому в 1913 году Чжаотунская управа была расформирована, а Лудяньский комиссариат стал уездом Лудянь.
После вхождения провинции Юньнань в состав КНР в 1950 году был образован Специальный район Чжаотун (昭通专区), и уезд вошёл в его состав. В ноябре 1960 года уезд Лудянь был присоединён к уезду Чжаотун, но в ноябре 1963 года он был воссоздан. В 1970 году Специальный район Чжаотун был переименован в Округ Чжаотун (昭通地区).
Постановлением Госсовета КНР от 13 января 2001 года округ Чжаотун был преобразован в городской округ Чжаотун.
3 августа 2014 года уезд Лудянь стал эпицентром землетрясения.

## Административное деление
Уезд делится на 10 посёлков и 2 национальные волости.